# Богатов, Константин Ильич
Константин Ильич Богатов (28 мая 1902 года, Самара — 11 апреля 1952 года, Минск) — советский военный деятель, Полковник (1942 год).

## Начальная биография
Константин Ильич Богатов родился 28 мая 1902 года в Самаре.

## Военная служба

### Довоенное время
В мае 1924 года был призван в ряды РККА и направлен в отдельный дивизион Кушкинского крепостного района, где служил красноармейцем и младшим командиром. В августе того же года был направлен на учёбу в Объединённую военную школу имени В. И. Ленина в Ташкенте, а затем — в Севастопольскую школу зенитной артиллерии, после окончания которой в сентябре 1929 года был назначен на должность командира взвода 116-го артиллерийского полка в Ленинграде, осенью 1930 года — на должность командира батареи 169-го артиллерийского полка, а в августе 1932 года — в том же полку на должность командира учебной батареи.
В июне 1938 года Богатов был назначен на должность командира отдельного зенитно-артиллерийского дивизиона 5-го кавалерийского корпуса, дислоцированного в Пскове. В 1939 году в корпус был передислоцирован Каменец-Подольск и включён в состав Киевского военного округа. В сентябре того же года, находясь на прежней должности, принимал участие в ходе похода в Западную Украину, а в июне 1940 года — в Бессарабию. После похода отдельный зенитно-артиллерийский дивизион под командованием Константина Ильича Богатова вернулся в город Изяславль, место постоянной дислокации, где был включён в состав 32-й кавалерийской дивизии.
В августе 1940 года был назначен на должность командира 183-го зенитно-артиллерийского полка в составе 3-й дивизии ПВО, выполнявшей задачи по обороне Киева.

### Великая Отечественная война
С началом войны Богатов находился на прежней должности. Полк под его командованием в составе 3-й дивизии ПВО на Юго-Западном фронте принимал участие в ходе Киевской оборонительной операции, обороняя город от налётов авиации противника. С 22 сентября полк находился в окружении в районе Пирятина, из которого вышел в начале октября, после чего был выведен в резерв фронта.
В ноябре Богатов был назначен на должность начальника штаба 3-й дивизии ПВО в составе Юго-Западного фронта, дислоцированной в Воронеже, а в декабре — на должность начальника артиллерии Воронежско-Борисоглебского дивизионного района ПВО. Находясь на данных должностях, Богатов участвовал в боевых действиях в районе Воронежа.
В августе 1942 года Богатов был назначен на должность командира одной из оперативных групп района ПВО по организации и руководству боем частей с воздушным и наземным противником. После преобразования в июне 1943 года дивизионного района в Воронежский корпусной район ПВО был назначен на должность заместителя командующего районом ПВО по артиллерии. С 20 июня по 2 июля временно исполнял должность командующего этим корпусным районом ПВО. При последующих преобразованиях района из-за передислокаций на запад Богатов продолжал служить на должности заместителя командующего по артиллерии — начальника артиллерии Курского (с октября) и Киевского (с ноября) корпусных районов ПВО, а также возглавлял комиссию по приёму в состав района новых частей и организовал зенитно-артиллерийскую оборону новых объектов.
В январе 1944 года был назначен на должность командира 75-й зенитно-артиллерийской дивизии, после чего приступил к её формированию в составе Особой Московской армии ПВО. К июлю того же года дивизия была дислоцирована на окраине Москвы и выполняла задачи по зенитно-артиллерийской обороне столицы. Из-за отсутствия угрозы налётов противника на Москву 4 октября дивизия была снята с позиций и вскоре была передислоцирована в Польшу, где была включена в состав 5-го корпуса ПВО Северного фронта ПВО. В декабре дивизия вела борьбу с разведывательными самолётами и бомбардировщиками противника в предместьях Варшавы (Рембертув, Прага, Зеленки, Вавер, Мрозы и Тлуш). В январе 1945 года дивизия ПВО под командованием Богатова была включена в состав 14-го корпуса ПВО (Западный фронт ПВО), после чего осуществляла противовоздушную оборону переправ через Вислу в полосе 1-го Белорусского фронта. К февралю 1945 года дивизия вернулась в Варшаву, где до конца войны осуществляла противовоздушную оборону города, а К. И. Богатов также являлся начальником пункта ПВО Варшавы.

### Послевоенная карьера
В ноябре 1945 года Константин Ильич Богатов был назначен на должность командира артиллерии 13-го корпуса ПВО в составе Западного округа ПВО, в июне 1946 года — на должность командира дислоцированного в Минске 1671-го зенитно-артиллерийского полка в составе 19-й дивизии ПВО, в мае 1949 года — на должность заместителя командира 83-й зенитно-артиллерийской дивизии ПВО (Минский район ПВО).
В декабре 1949 года был направлен на учёбу на Высшие артиллерийские курсы при Военной академии имени Ф. Э. Дзержинского, после окончания которых в октябре 1950 года вернулся на службу в 83-ю зенитно-артиллерийскую дивизию.
Полковник Константин Ильич Богатов умер 11 апреля 1952 года в Минске.

## Награды
- Орден Ленина;
- Орден Красного Знамени;
- Орден Отечественной войны 1 степени;
- Орден Красной Звезды;
- Медали.